# Edmundo Bettencourt
Edmundo Alberto de Bettencourt (Funchal, 7 de agosto de 1899 — Lisboa - 1 de fevereiro de 1973) foi um cantor e poeta Português notavelmente conhecido por interpretar a Canção de Coimbra e pelo seu papel determinante na introdução de temas populares neste género musical. Notabilizou-se pela composição musical "Saudades de Coimbra" a qual é ainda hoje uma referência da música portuguesa universitária.

## Família
Edmundo era neto de Júlio César de Bettencourt, Morgado da Calheta. Caso o morgadio não tivesse sido extinto, Edmundo teria sido o Morgado.

## Biografia
Frequentou a Faculdade de Direito de Coimbra, foi funcionário público, até ser despedido por o seu nome figurar entre os milhares de signatários das listas do MUD, desenvolvendo, então, a atividade de delegado de propaganda médica. Integrou o grupo fundador de Presença, cujo título sugerira, e em cujas edições publica O Momento e a Legenda. Dissocia-se do grupo presencista em 1930, subscrevendo com Miguel Torga e Branquinho da Fonseca uma carta de dissensão, onde é acusado o risco em que a revista incorria de enquadrar o "artista em fórmulas rígidas", esquecendo o princípio de "ampla liberdade de criação" defendido nos primeiros tempos" (cf. "O Modernismo em Portugal", entrevista de João de Brito Câmara a Edmundo de Bettencourt, reproduzida in A Phala, n.° 70, maio de 1999, p. 114). A redação de Poemas Surdos, entre 1934 e 40, alguns dos quais publicados na revista lisboeta Momento, permite antedatar o surto do surrealismo  em Portugal, enquanto adesão a um "sistema de pensamento, no que ele tem de fuga à chamada realidade, repúdio dos valores duma civilização e esperança de ação num domínio onde por tradição ela é quase sempre negada" (id. ib., p. 115), embora não seja possível esclarecer com especificidade qual foi o conhecimento que Bettencourt teve da lição surrealista francesa. 
Frequentou os cafés Royal e Gelo, onde se reuniu a segunda geração surrealista, vindo a publicar seis inéditos no n.° 3 da revista Pirâmide   (1959-1960), em cujas páginas, entre 59 e 60, foram dadas à luz algumas das produções do grupo do Gelo. Publicou ainda esparsamente outros poemas em Momento, Vértice, Búzio. Depois de um silêncio, que deve ser compreendido não como desistência "mas sim [como] uma peculiar forma de revolta que o poeta defende carinhosamente" (cf. MARGARIDO, Alfredo - in Pirâmide, n.° 3, dezembro de 1960), colige toda a sua produção, permitindo a edição, em 1963, dos Poemas de Edmundo de Bettencourt, prefaciados por Herberto Helder, poeta que, pela primeira vez, faz justiça à originalidade do autor de Poemas Surdos, considerando-o "uma das pouquíssimas vozes modernas entre o milagre do Orpheu e o breve momento surrealista português" (HELDER, Herberto - "Relance sobre a Poesia de Edmundo de Bettencourt", prefácio a Poemas de Edmundo de Bettencourt, Lisboa, Portugália, 1963, p. XXXII). Com efeito, o versilibrismo, o imagismo e certa atmosfera onírica e irreal conferem à sua poesia um lugar de destaque no segundo modernismo, estabelecendo, simultaneamente, a ponte com o vanguardismo de Orpheu e com tendências surrealistas e imagistas verificadas em gerações posteriores à Presença.

## Obras
- Poemas Surdos - poemas produzidos entre 1934 e 1940;
- O Momento e a Legenda (1930);
- Poemas de Edmundo de Bettencourt (1963), com prefácio de Herberto Hélder.